# وتهنا
وتهنا (به لاتین: Wettehena) یک منطقهٔ مسکونی در سری‌لانکا است که در استان مرکزی (سری‌لانکا) واقع شده‌است.